# Профессиональная ассоциация гольфистов Великобритании и Ирландии
Профессиональная ассоциация гольфистов является профессиональной организацией, представляющей интересы преподавателей и клубных профессионалов в Соединенном Королевстве и Ирландии. Это лишь одна из многих профессиональных ассоциаций по всему миру, но, как и британских организации в ряде других видов спорта, она не имеет никаких территориальных обозначений в названии, поскольку это была первая в мире ассоциация.

## Внешние ссылки
- Официальный сайт